# Kelly Kettle

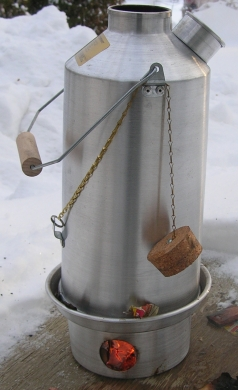
Kelly Kettle in Betrieb. An der Kette hängend der Korken zum Verschließen der Tülle

Der Kelly Kettle (engl. Kettle, deutsch „Kessel“) ist ein Wasserkocher irischer Herkunft zur Verwendung auf offenem Feuer im Freien. Er besteht aus einer Kanne aus Blech mit innenliegendem Rohr sowie einem passgenauen Brenner-Untersatz, ebenfalls aus Blech. Der Inhalt der Kanne kann durch Nutzung des Kamineffekts schneller erhitzt werden als mit anderen Wasserkesseln bei vergleichbarer Energiezufuhr. Kocher dieses Typs werden in Irland seit über 100 Jahren verwendet. Bis in die Gegenwart hat sich an der Konstruktion der Geräte nichts Grundlegendes geändert.

## Konstruktion
Der Kelly Kettle ist eine zylindrisch geformte Kanne aus Aluminium oder Edelstahl, die in der Grundform einer Milchkanne ähnelt. Durch den Innenraum der Kanne verläuft senkrecht ein an beiden Seiten offenes, zylindrisches Rohr vom Boden bis zu deren oberem Rand. Dieses Rohr, das einen Durchmesser von etwa einem Drittel bis zur Hälfte von dem der Kanne hat, dient als Heizrohr, Rauchabzug („Kamin“) sowie als Schacht für das Nachlegen von Brennmaterial von oben. Am abgeschrägten oberen Rand hat der Kelly Kettle einen großen runden Einfüllstutzen (Tülle), durch den das zu erhitzende Wasser eingefüllt und ausgegossen wird. Die Tülle ist für den Transport des Geräts in gefülltem Zustand mit einem Schraubdeckel oder mit einem Stopfen aus Kork versehen, der in der Regel mit einer Kette an der Kanne befestigt ist. Vor dem Kochen wird dieser Verschluss abgenommen, um Überdruck im Inneren zu vermeiden. Außerdem hat der Kelly Kettle einen oben liegenden Tragehenkel aus Draht mit Holzgriff für den Transport und für das Ausgießen. Die erwähnte Kette, die grundsätzlich außen am unteren Drittel des Kannen-Rumpfs auf der gegenüberliegenden Seite der Tülle befestigt ist, dient gemeinsam mit dem Henkel auch als Griff zum Kippen und Ausgießen der heißen Kanne.
Der Kelly Kettle fasst in der kleinsten Version ein irisches beziehungsweise britisches Pint (etwa 0,57 l) Wasser, größere Modelle fassen ein Mehrfaches davon. Zur Kanne gehört ein ebenfalls runder, oben offener Blech-Standfuß mit demselben Durchmesser wie die Kanne, der als Brenner dient. Ohne Kanne und mit einem Topf-Aufsatz versehen, kann der Standfuß auch als einfacher mobiler Kocher ähnlich einem Hobokocher verwendet werden.

## Funktionsweise

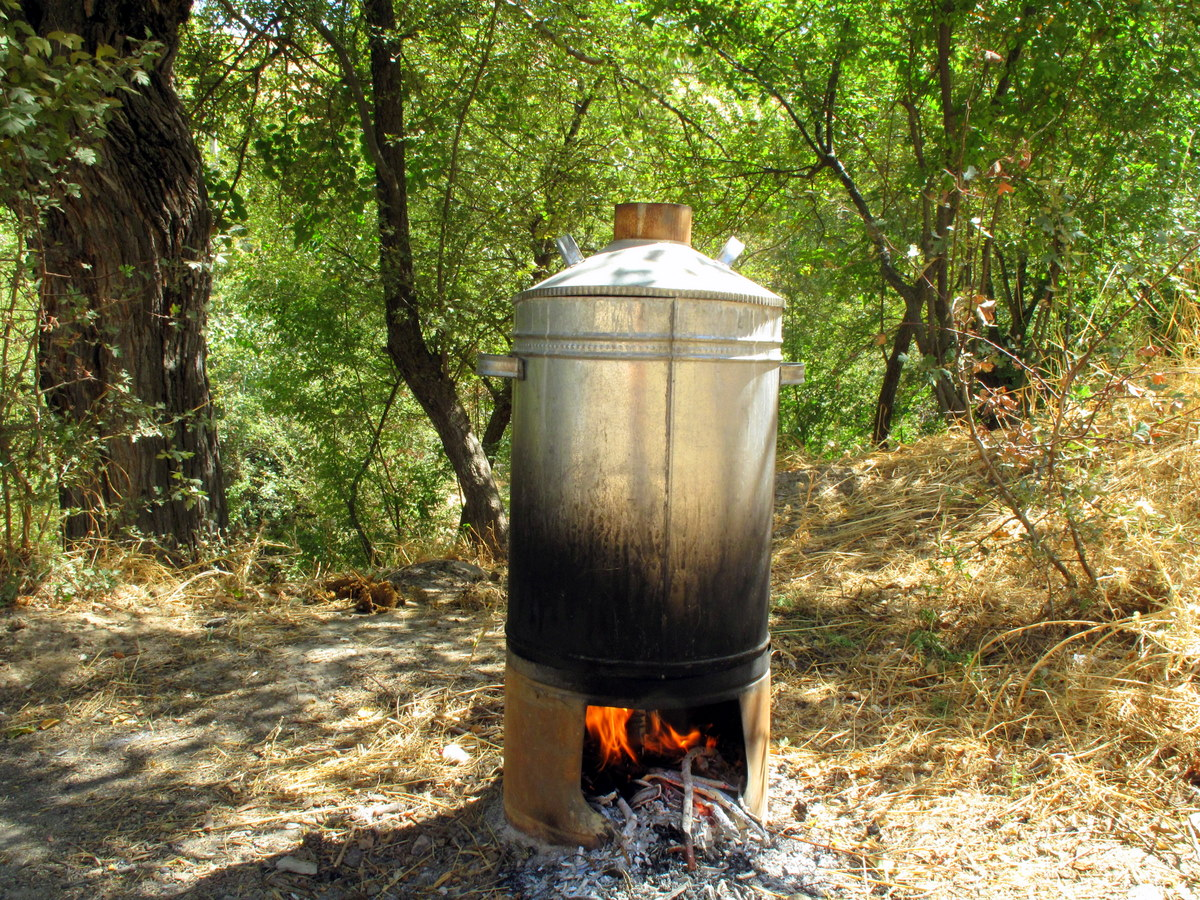
Kamineffekt-Wasserkocher eines anderen Herstellers in Betrieb

Im Standfuß wird mit Stücken von kleinen Ästen, mit Zapfen von Nadelbäumen, Holzabfällen oder anderem brennbaren Material ein kleines Feuer entzündet, und die Kanne wird ohne Verschluss daraufgestellt. Durch das innenliegende Kaminrohr des Kessels steigen Rauch und Hitze nach oben und bringen den Inhalt der Kanne schneller zum Kochen als Wasserkessel ohne Nutzung dieses Kamineffekts. Nach Herstellerangabe wird ein Pint Wasser, abhängig vom verwendeten Brennstoff, in etwa vier Minuten zum Kochen gebracht. Die Funktionsweise des Kelly Kettles ist vergleichbar der eines ebenfalls mit Feuer betriebenen Samowars mit innenliegendem, zentralen Heizrohr.